# Сара Гаммер
Сара Гаммер  (англ. Sarah Hammer, 18 серпня 1983) — американська велогонщиця, олімпійська медалістка, багаторазова чемпіонка світу. 

## Виступи на Олімпіадах
| Олімпіада   | Дисципліна                                      | Місце  |
| ----------- | ----------------------------------------------- | ------ |
| Пекін 2008  | Індивідуальна гонка переслідування, 3000 метрів | 5      |
| Пекін 2008  | Очкова гонка                                    | участь |
| Лондон 2012 | Командна гонка переслідування, 3000 метрів      | 2      |
| Лондон 2012 | Омніум                                          | 2      |
| Ріо 2016    | Командна гонка переслідування, 3000 метрів      | 2      |
| Ріо 2016    | Омніум                                          | 2      |

## Зовнішні посилання
- Досьє на sport.references.com [Архівовано 4 листопада 2012 у Wayback Machine.]